# Private Music
Private Music fue una compañía discográfica independiente estadounidense activa entre los años 1984 y 1996. Fundada en Nueva York por el músico Peter Baumann en sus primeros años de actividad sus álbumes fueron distribuidos por RCA. En 1988 alcanzaron un acuerdo de distribución con BMG multinacional que, en 1996, adquirió el sello y su catálogo. Ello supuso el final de la labor como empresa editora de Private Music aunque Sony BMG sigue reeditando algunas referencias.
Durante sus años de actividad artistas independientes como Yanni, Suzanne Ciani, Patrick O'Hearn, Leo Kottke, David Van Tieghem o la antigua banda de Baumann, Tangerine Dream, formaron parte de Private Music. Más adelante se incorporaron solistas y grupos muy populares, con un estilo más próximo al mainstream, como Taj Mahal, Ringo Starr o Etta James.

## Historia

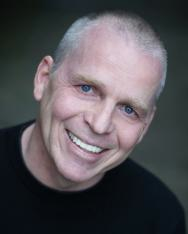
Peter Baumann fue el fundador de Private Music en 1984

### Fundación y primera etapa (1984-1988)
El músico berlinés Peter Baumann, tras su etapa como integrante de la banda de música electrónica Tangerine Dream entre 1971 y 1977, comenzó una etapa de trabajos en solitario y creó su propio estudio de grabación en Berlín llamado Paragon Studios. Paulatinamente, además de mantener su propia carrera, comienza a producir a artistas de música electrónica alemana como Cluster o Hans-Joachim Roedelius. A finales de los años 70 empieza a alternar su residencia entre Berlín y Nueva York hasta que se establece en esta última ciudad y en 1984 funda su propia compañía discográfica: Private Music.
Tras la puesta en marcha en los primeros años de la discográfica Private Music se labró reputada fama como sello independiente, editando discos de artistas especializados en la creación de música instrumental y dio salida a proyectos musicales de difícil difusión en discográficas convencionales. Gracias a su criterio de selección y calidad la seña de identidad más perdurable de la discográfica fue la edición de música instrumental cercana al estilo denominado New Age.

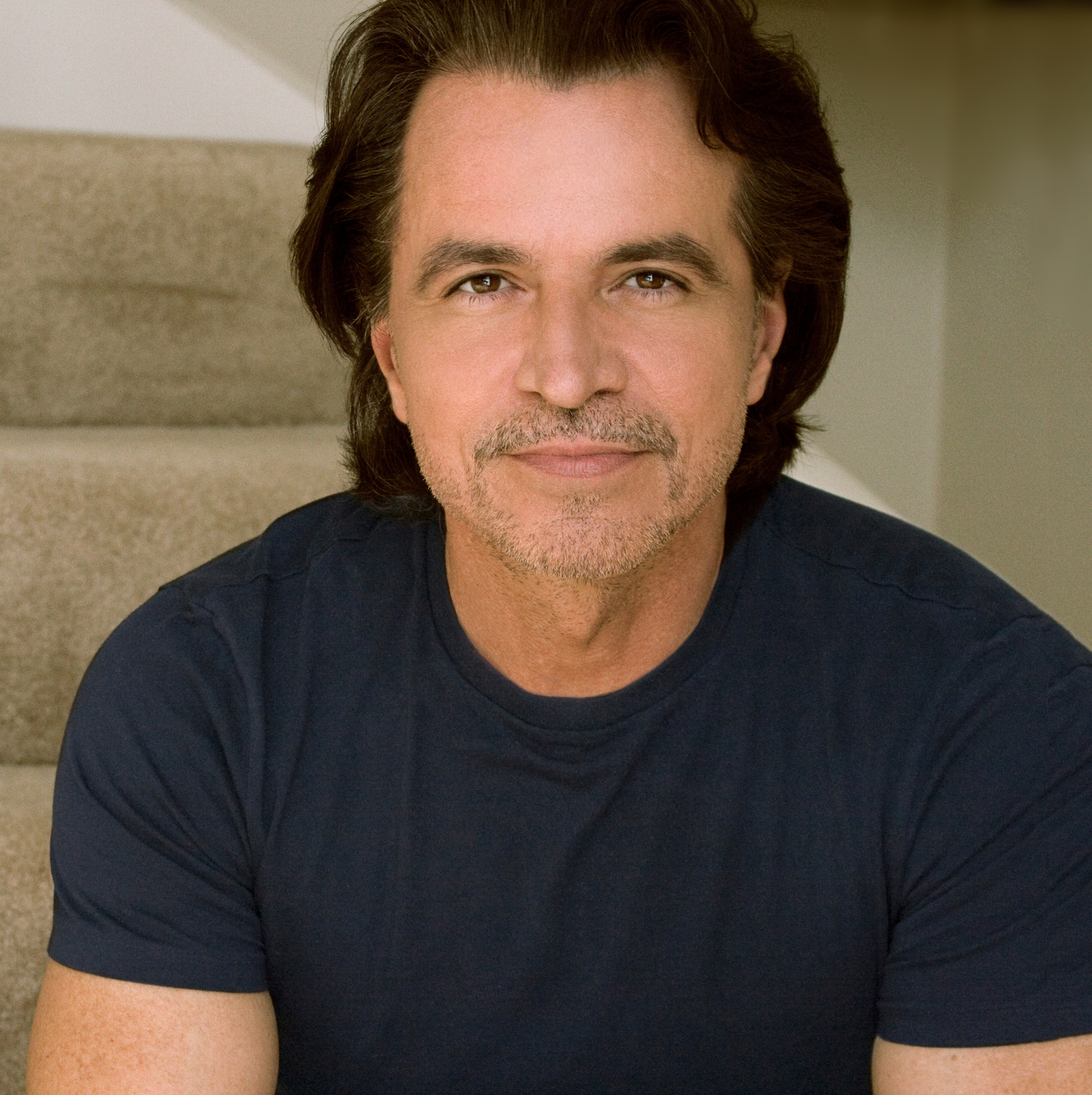
El artista de origen griego Yanni fue uno de los máximos exponentes del estilo musical predominante en el sello

### Segunda etapa (1989-1994)
El siguiente hito fundamental tuvo lugar en 1989 con la renovación de la estructura de la compañía y su traslado de Nueva York a Los Ángeles. Baumann contrató a Ron Goldstein, veterano ejecutivo de Warner Bros. Records, como nuevo Presidente y Director Ejecutivo de la compañía. Goldstein, para expandir la imagen y repercusión de la compañía, configuró un nuevo equipo con personas experimentadas en diversas áreas de la industria musical: la publicista Karen Johnson, procedente de Warner Bros., y la directora artística Melany Penny, procedente de Virgin Records. Baumann, por su parte, contrató al artista y representante Jamie Cohen quien, por aquel entonces, trabajaba con Red Hot Chili Peppers. También se configuró un departamento de marketing internacional dirigido por el antiguo ejecutivo de Sony Music J. P. Bommel.

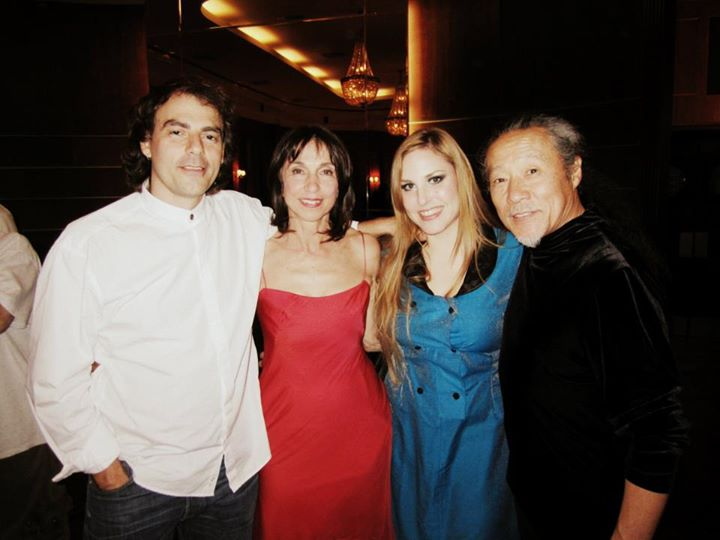
Las grabaciones para Private Music de Suzanne Ciani (segunda por la izquierda) tuvieron gran impacto

Tras esta renovación Private Music enfatizó sus esfuerzos en diversificar su estilo, para no centrarse únicamente el campo de la música instrumental, y contrató a veteranos artistas de diferentes géneros musicales para ayudarles a reconfigurar sus carreras. Algunos ejemplos de esta nueva política fueron las contrataciones del músico de blues Taj Mahal, el antiguo integrante de The Beatles Ringo Starr, la cantante soul y R&B Etta James, la cantante pop Jennifer Warnes, la banda de blues rock The Fabulous Thunderbirds, el guitarrista de jazz Toots Thielemans, el cantante de blues Jimmy Witherspoon, o la cantante folk Eliza Gilkyson quienes firmaron para la edición de nuevos discos. Durante esta etapa también se expandieron y completaron el repertorio de artistas que ya estaban en su catálogo como el compositor Yanni, los guitarristas Leo Kottke y Andy Summers o el virtuoso del sitar Ravi Shankar. Finalmente siguieron fichando nuevos talentos como A.J. Croce o Susan Werner.

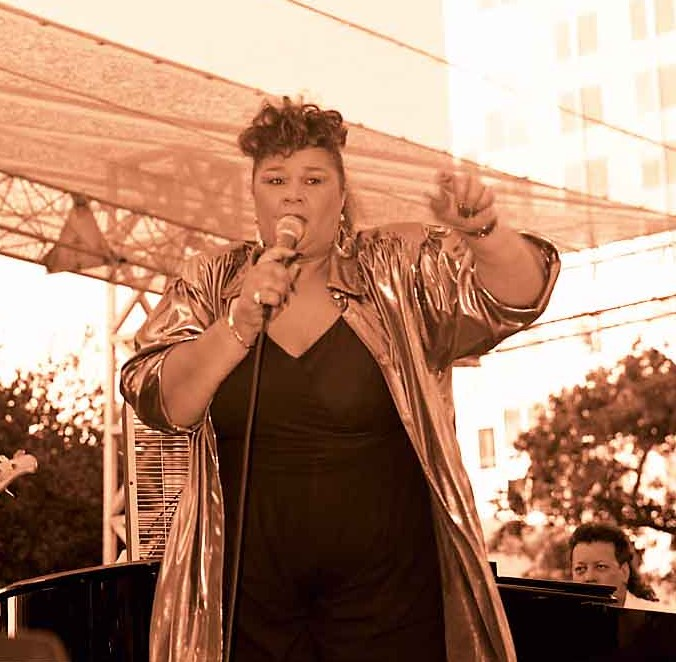
Etta James fue una de las estrellas de Private Music con quienes grabó tres discos y con quienes obtuvo su primer premio Grammy

Gracias a este nuevo enfoque las grabaciones de la discográfica obtuvieron repercusión y múltiples nominaciones y Premios Grammy. Especialmente significativo fue el Grammy concedido a Etta James en la categoría de mejor interpretación vocal de jazz por "Mystery Lady: Songs of Billie Holiday" (1994) el primero de los tres álbumes grabados en Private Music. También dos discos de Taj Mahal, producidos por John Porter, se alzaron con premios Grammy. Los artistas del sello fueron convocados a entrevistas y actuaciones para televisión en programas como Late Show with David Letterman, The Tonight Show Starring Johnny Carson, The Tonight Show With Jay Leno, Late Night with Conan O'Brien, The Arsenio Hall Show, The Today Show, Good Morning America o CBS This Morning. También cadenas temáticas cono CNN, MTV, VH1, E! Entertainment Television dedicaron reportajes específicos. 

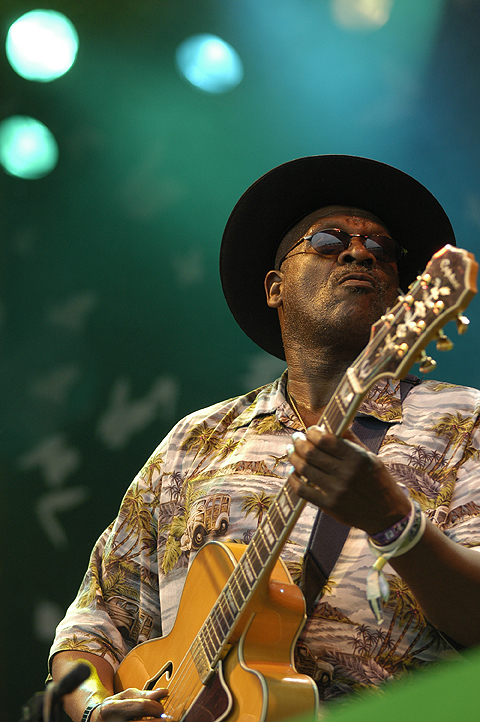
El músico de blues Taj Mahal también formó parte del sello Private Music

### Finalización (1994-1996)
Durante 1992 BMG, multinacional que desde 1987 realizaba la distribución de los discos del sello, realizó una oferta para la compra de la mitad de la compañía. En febrero de 1994 se anunció una oferta para la adquisición del resto que fue aceptada por Peter Baumann quien ya preparaba su salida del negocio musical.
Posteriormente, en agosto de 1994, Private Music firmó una alianza con la cadena de salas de conciertos House of Blues para divulgar a artistas como Cissy Houston o John Mooney. Sin embargo el final de su vida como sello independiente precipitó el final de la actividad editorial del sello y, tras cumplir con los compromisos con los artistas del catálogo, cesó su actividad editorial.  
En 2001, dentro del plan de reorganización de sellos discográficos de BMG, Private Music formó parte del efímero sello discográfico Arista Records que también incluyó a Windham Hill Records una discográfica con un estilo similar. Hacia el año 2004, tras la fusión de Sony y BMG, las reediciones y distribución del fondo de catálogo del sello volvieron a RCA.

## Legado
El modelo de negocio implementado por Ron Goldstein en Private Music, basado en el criterio de calidad y excelencia, se considera un ejemplo para el funcionamiento de sellos independientes. Después de su etapa en Private Music Goldstein fue presidente y CEO del sello Verve Music Group en Universal Music Group con sede en Nueva York. Karen Johnson dirige una agencia de representación artística, KJPR Publicity and Artist Relations, en Los Ángeles. Jamie Cohen y Melanie Penny fallecieron en 2008 y 2009 respectivamente. 
Por su parte Peter Baumann, se trasladó a finales de los años 90 a San Francisco donde, además de gestionar una fundación filantrópica homónima, ha proseguido con su carrera musical.

## Discografía seleccionada
Carlos Alomar
- Dream Generator (1988)

Suzanne Ciani
- Seven Waves (1982, editado originalmente por Finnadar)
- The Velocity of Love (1986, editado originalmente por RCA Skylark)
- Neverland (1988)
- History of My Heart (1989)
- Pianissimo (1990)
- Hotel Luna (1991)
- The Private Music of Suzanne Ciani (1992, recopilatorio)

Michael Colina
- Shadow of Urbano (1988)
- Rituals (1990)

A. J. Croce
- A.J. Croce (1993)
- That's Me In The Bar (1995)

The Fabulous Thunderbirds
- Roll of the Dice (1995)
- High Water (con Kim Wilson) (1997)

Eliza Gilkyson
- Through the Looking Glass (1993)

Philip Glass
- Passages (con Ravi Shakar) (1990)

Jerry Goodman
- On the Future of Aviation (1985)
- Ariel (1986)
- It's Alive (en vivo) (1987)

Miles Goodman y varios artistas
- Getting Even With Dad (banda sonora) (1994)

Mike Gordon
- Clone (con Leo Kottke) (2002)

Dan Hartman
- New Green Clear Blue (1989)

Nona Hendryx
- Skin Diver (1989)

James Newton Howard
- Promised Land (banda sonora) (1985)

Lucia Hwong
- House of Sleeping Beauties (1985)
- Secret Luminescence (1987)

Etta James
- Mystery Lady: Songs of Billie Holiday (1994)
- Time after Time (1995)
- Love's Been Rough on Me (1997)

Eddie Jobson
- Theme of Secrets (1985)

Leo Kottke
- A Shout Toward Noon (1986)
- Regards from Chuck Pink (1988)
- My Father's Face (1989)
- That's What (1990)
- Great Big Boy (1991)
- Peculiaroso (1994)
- Leo Kottke Live (1995)
- Standing in My Shoes (1997)
- One Guitar, No Vocals (1999)
- Clone (con Mike Gordon) (2002)

Kate & Anna McGarrigle
- Heartbeats Accelerating (1990)

The Necks
- Sex (1995)

Patrick O'Hearn
- Ancient Dreams (1985)
- Between Two Worlds (1987)
- Rivers Gonna Rise (1988)
- Eldorado (1989)
- Mix-Up (1990, remixes)
- Indigo (1991)
- The Private Music of Patrick O'Hearn (1992, recopilatorio)
- A Windham Hill Retrospective (1997, recopilatorio)

Phil Perry
- One Heart One Love (1998)
- My Book of Love (2000)

Kenny Rankin
- Professional Dreamer (1995)
- Here In My Heart (1997)

Leon Redbone
- Christmas Island (1987)
- Sugar (1990)
- Up a Lazy River (1992)

Shadowfax
- The Odd Get Even (1990)

Ravi Shankar
- Tana Mana (1987)
- Inside the Kremlin (1988)
- Passages (con Philip Glass) (1990)
- Bridges: Best of Private Music Recordings (2001, recopilatorio)
- The Essential Ravi Shankar (2005, recopilatorio con grabaciones de Columbia y Private Music)

Ringo Starr
- Time Takes Time (1992)[42]

Andy Summers
- Mysterious Barricades (1988)
- The Golden Wire (1989)
- Charming Snakes (1990)
- World Gone Strange (1991)

Taj Mahal
- Like Never Before (1991)
- Dancing the Blues (1993)
- Phantom Blues (1996)
- Señor Blues (1997)
- The Best of the Private Years (2000, recopilatorio)

Tangerine Dream
- Optical Race (1988)
- Lily on the Beach (1989)
- Miracle Mile (banda sonora) (1989)
- Melrose (1990)
- The Private Music of Tangerine Dream (1992, recopilatorio)

John Tesh
- Tour de France (1988)
- Tour de France... The Early Years (1990)

Toots Thielemans
- East Coast West Coast (1994)
- Brasilian Essence (2007)

Chris Thomas
- 21st Century Blues...from da hood (1994)

David Van Tieghem
- Safety in Numbers (1987)
- Strange Cargo (1989)

Kristen Vigard
- Kristen Vigard (1988)

Jennifer Warnes
- Famous Blue Raincoat: The Songs of Leonard Cohen" (1987)
- The Hunter (1992)

Susan Werner
- Last of the Good Straight Girls (1995)

Yanni
- Optimystique (1984)
- Keys to Imagination (1986)
- Out of Silence (1987)
- Chameleon Days (1988)
- Niki Nana (1989)
- Reflections of Passion (1990)
- In Celebration of Life (1991)
- Dare to Dream (1992)
- In My Time (1993)
- Yanni Live at the Acropolis (1994)
- A Collection of Romantic Themes (1994, recopilatorio)
- Devotion: The Best of Yanni (1997, recopilatorio)
- In the Mirror (1997, recopilatorio)
- Enraptured: A Collection of Yanni Favorites (1997, recopilatorio)
- The Private Years (1999, recopilatorio)
- Winter Light (1999, recopilatorio)
- Love Songs (1999, recopilatorio)
- Ultimate Yanni (2003, recopilatorio)
- The Collection (2006, recopilatorio)

Dan Zanes
- Cool Down Time (1995)

Varios (recopilaciones)
- Piano One (1985)
- The World of Private Music, Vol. 1 (1986)
- The World of Private Music, Vol. 2 (1987)
- The Private Music Sampler (1988)
- The Private Music Sampler, Vol. 4 (1989)
- The Private Music Sampler, Vol. 5 (1990)
- Piano Two (1990)
- Polar Shift (1991)

En 1986 Private Music lanzó una colección de 5 vídeos musicales en un videocassette VHS en los Estados Unidos. La colección muestra un collage de imágenes para cinco canciones: "On the Future of Aviation" por Jerry Goodman, "Beauty In Darkness" por Patrick O'Hearn, "Memories of Vienna" por Eddie Jobson, "Water Garden" por Sanford Ponder y "Dragon Dance" por Lucia Hwong—todos estos artistas usaron el sello Private Music. La colección fue lanzada en laserdisc solo en Japón en 1986 (Private Music LD SM048-3085).